# Boronia (culinária)
Boronia é um prato tradicional da culinária da Colômbia, que consiste numa preparação feita com beringelas e bananas cozidas e transformadas em puré, que se misturam com cebola, alho e queijo branco, se frita em banha (ou azeite) e se tempera com sal e vinagre. 
Esta preparação pode ter origem na colonização espanhola, que levou a beringela, um vegetal originário da Índia, para as colónias sul-americanas; o nome, pode derivar de al-boronia, um prato típico do sul de Espanha, herdado dos árabes da Alandalus, onde é geralmente conhecido como pisto. 